# Samuił Fejnberg
Samuił Jewgieniewicz Fejnberg (ros. Самуи́л Евге́ньевич Фе́йнберг, ur. 14 maja?/26 maja 1890 w Odessie, zm. 22 października 1962 w Moskwie)  – rosyjski kompozytor i pianista.

## Życiorys
Jego rodzice byli pochodzenia żydowskiego, w 1894 przenieśli się z Odessy do Moskwy . Tam Feinberg wstąpił do Konserwatorium Moskiewskim podejmując studia pianistyczne u Aleksandra Goldenweisera, które ukończył w 1911. Od 1922 przez około 40 lat był profesorem tej uczelni  .
Odznaczony Nagrodą Stalinowską, Orderem Lenina i dwukrotnie Orderem Czerwonego Sztandaru Pracy . Zasłużony Działacz Sztuk RFSRR .

## Twórczość
W kompozycji był autodydaktą, kontynuatorem stylu Aleksandra Skriabina. Stosował silnie schromatyzowaną harmonikę, gęstą fakturę i zmienną rytmikę .